# Adolf Max Vogt

Adolf Max Vogt (1963)

Adolf Max Vogt (geboren 16. Juni 1920 in Zürich; gestorben 24. Januar 2013 ebenda) war ein Schweizer Kunsthistoriker, Journalist, Kunst- und Architekturkritiker.

## Leben
Vogt studierte Kunstgeschichte, Klassische Archäologie und Germanistik in Zürich, Lausanne und Glasgow und wurde mit einer Arbeit über Matthias Grünewald promoviert. Er begann für die Neue Zürcher Zeitung zu schreiben, bei der er zehn Jahre beschäftigt war.
1961 wurde er in Nachfolge von Linus Birchler Professor für Kunst- und Architekturgeschichte an der Architekturabteilung der ETH Zürich, wo er 1967 das Institut für Geschichte und Theorie der Architektur gründete und bis 1985 lehrte.
Er veröffentlichte verschiedene architekturtheoretische Schriften, darunter 1980 mit Ulrike Jehle-Schulte Strathaus und Bruno Reichlin Architektur 1940–1980: Ein kritisches Inventar, die ihn bekannt gemacht hat. 1996 erhielt er die Heinrich-Wölfflin-Medaille der Stadt Zürich.
Verheiratet war Vogt zunächst mit der Kunsthistorikerin Ulya Vogt-Göknil, seit 1980 mit der Publizistin Radka Donnell; gemeinsam publizierten sie über Le Corbusier. Seine Urne ist auf dem Zürcher Friedhof Witikon beigesetzt.

## Schriften (Auswahl)
- Grünewalds Darstellungen der Kreuzigung. Bumpliz, Bern 1956 (Dissertation).
- Grünewald, Mathis Gothart Nithart: Meister gegenklassischer Malerei Artemis, Zürich / Stuttgart 1957.
- Der Kugelbau um 1800 und die heutige Architektur. Polygraphischer Verlag, Zürich 1962
- Jakob Burckhardt. Birkhäuser, Basel 1968 (Rede und Vortrag zur Eröffnung des Instituts für Geschichte und Theorie der Architektur an der Eidgenössischen Technischen Hochschule Zürich, mit Paul Hofer).
- 19. Jahrhundert, Belser Stilgeschichte, Band 10, Belser, Stuttgart 1971.
- Russische und französische Revolutions-Architektur 1789/1917. Zur Einwirkung des Marxismus und des Newtonismus auf die Bauweise. DuMont Schauberg, Köln 1974.
- mit Ulrike Jehle-Schulte Strathaus und Bruno Reichlin: Architektur 1940–1980. Propyläen, Frankfurt am Main, Wien / Berlin 1980
- Karl Friedrich Schinkel, Blick in Griechenlands Blüte. Fischer-Taschenbuch-Verlag, Frankfurt am Main 1985
- Le Corbusier, der edle Wilde. Vieweg, Braunschweig / Wiesbaden  1996, ISBN 978-3-528-08861-3.
- Fünfziger Jahre. Trümmer, Krater, Hunger, Schuld – Was hatte Kunst damals zu suchen? Kunstkritische Aufsätze aus den Jahren 1950–1960 publiziert in der NZZ (Kunstkritik in der NZZ 1950–1960, hrsg. von Annemarie Monteil und Nedim Peter Vogt). Helbing und Lichtenhahn, Basel / Genf / München 2000, ISBN 3-7190-2010-X.
- Schriften. Die Hunde bellen, die Karawane zieht weiter. gta, Zürich 2006, ISBN 978-3-85676-166-0 (= Studien und Texte zur Geschichte der Architekturtheorie).